# Ghiacciaio Gniezno
Il ghiacciaio Gniezno è un ghiacciaio situato sull'Isola di re Giorgio, nelle Isole Shetland Meridionali, a nord del termine della Penisola Antartica. Il ghiacciaio si trova in particolare nelle montagne di Arctowski, nella parte centro-orientale della costa meridionale dell'isola, partendo dalle quali fluisce verso sud-est, scorrendo tra il monte Hopeful, a ovest, e il nunatak Newcomer, a est, fino a unire il proprio flusso a quello del ghiacciaio Polonia.

## Storia
Il ghiacciaio Gniezno è stato avvistato durante la spedizione francese in Antartide svoltasi dal 1908 al 1910 al comando di Jean-Baptiste Charcot, ed è stato così battezzato dai partecipanti a una spedizione polacca di ricerca antartica svoltasi nel 1980, in onore di della città polacca di Gniezno, che fu la prima capitale della Polonia intorno alla fine del X e l'inizio dell'XI secolo.